# Katastrofa

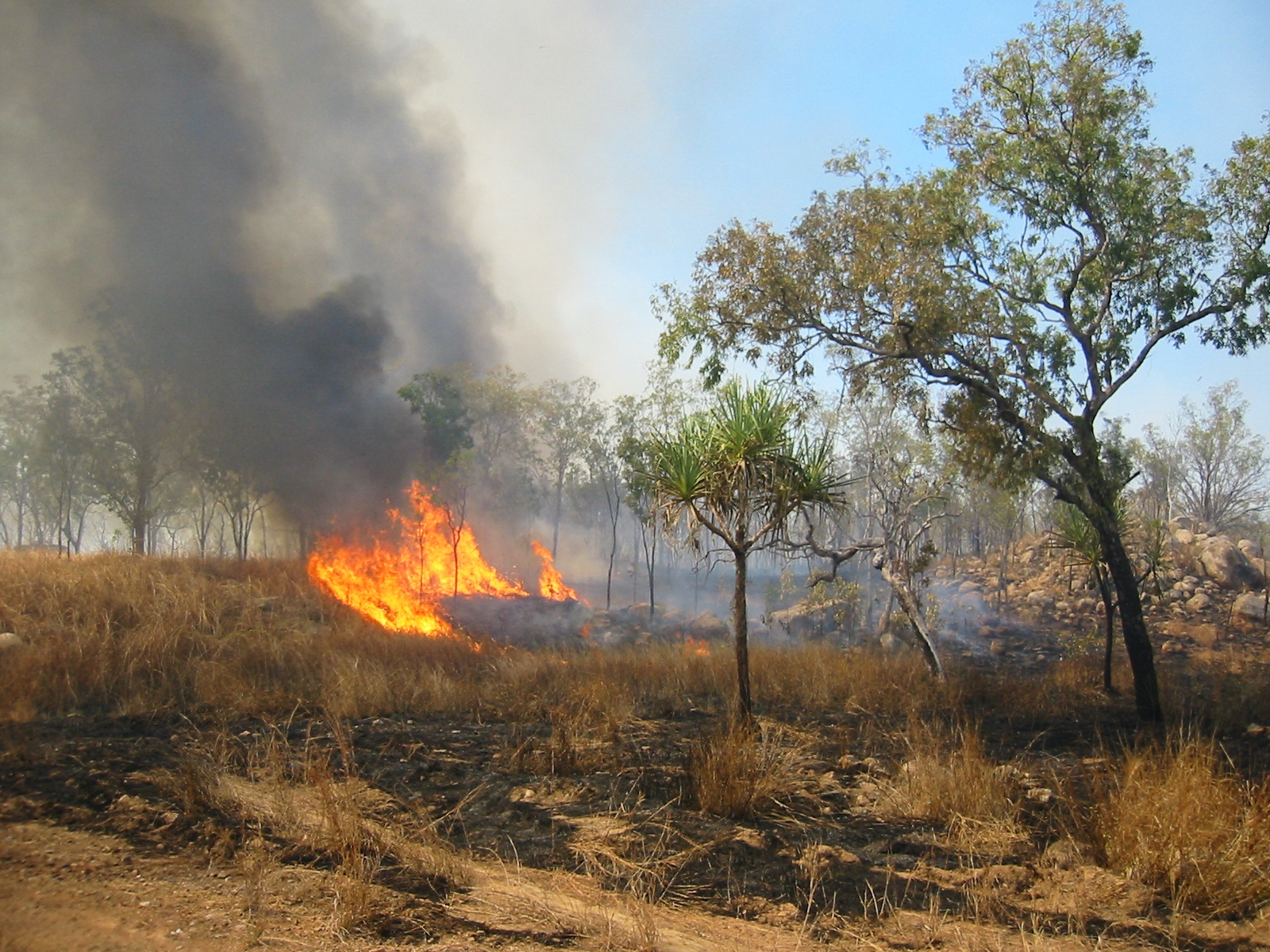
Lesní požár v Austrálii

Katastrofa (z řec. καταστροφή katastrofé, „přetočení, převržení, zánik, pohroma“) je událost, která nastává v důsledku lidské nebo přírodní činnosti a ničivě postihuje přírodu nebo společnost.
Jedná se o nečekanou událost velkého rozsahu, která negativním způsobem pozměňuje předchozí stav prostředí. Podle definice Interpolu ji charakterizuje buď velký počet lidských obětí, nebo rozsah škod, který není možné zvládnout běžnými a místními prostředky. Mnoho lidí věří, že příchod katastrof je spojen s astronomickými událostmi či zásahy božstva, ale jejich propojení nebylo nikdy vědecky prokázáno. Předpokládá se, že katastrofa je výsledkem pouhých náhodných událostí, které na sebe navazují a zvyšují svůj dopad.
Podle důsledků rozlišujeme katastrofy ekologické a katastrofy humanitární. (Tyto skupiny se ovšem mohou vzájemně prolínat.)
Ekologická katastrofa je stav, kdy se do ekosystému dostává cizorodá látka, která má devastující účinek na zdejší život. Může být vyprovokována chemickou látkou, invazivním druhem či změnou výchozích podmínek zásahem člověka (např. stavbou přehrady). Mezi nejznámější biologické katastrofy patří únik ropy do moře, která devastuje velká území pobřeží.
Humanitární katastrofa nastává tehdy, když je ohrožen život, zdraví nebo bezpečnost velké skupiny lidí.
Podle příčin rozlišujeme katastrofy přírodní a katastrofy antropogenní (způsobené člověkem).

## Přírodní katastrofy
Některé přírodní procesy probíhají tak rychle a intenzivně, že způsobují velké materiální škody, ba po sobě zanechávají i oběti na životech. Tyto procesy souhrnně označujeme jako přírodní katastrofy, někdy také méně přesně jako živelní pohromy. Většinou jsou spojeny s uvolněním značného množství energie a s přesuny velkých objemů hmoty (vody, vzduchu, půdy apod.).
Emergency Events Database (EM-DAT) definuje jako přírodní katastrofu událost, která splňuje aspoň jedno z těchto kritérií:
1. Deset a více osob zahynulo.
2. Sto a více osob bylo událostí zasaženo.
3. Stát vyhlásil krizový stav.
4. Je vyžadována mezinárodní humanitární pomoc.[pozn. 1]

### Kosmické katastrofy

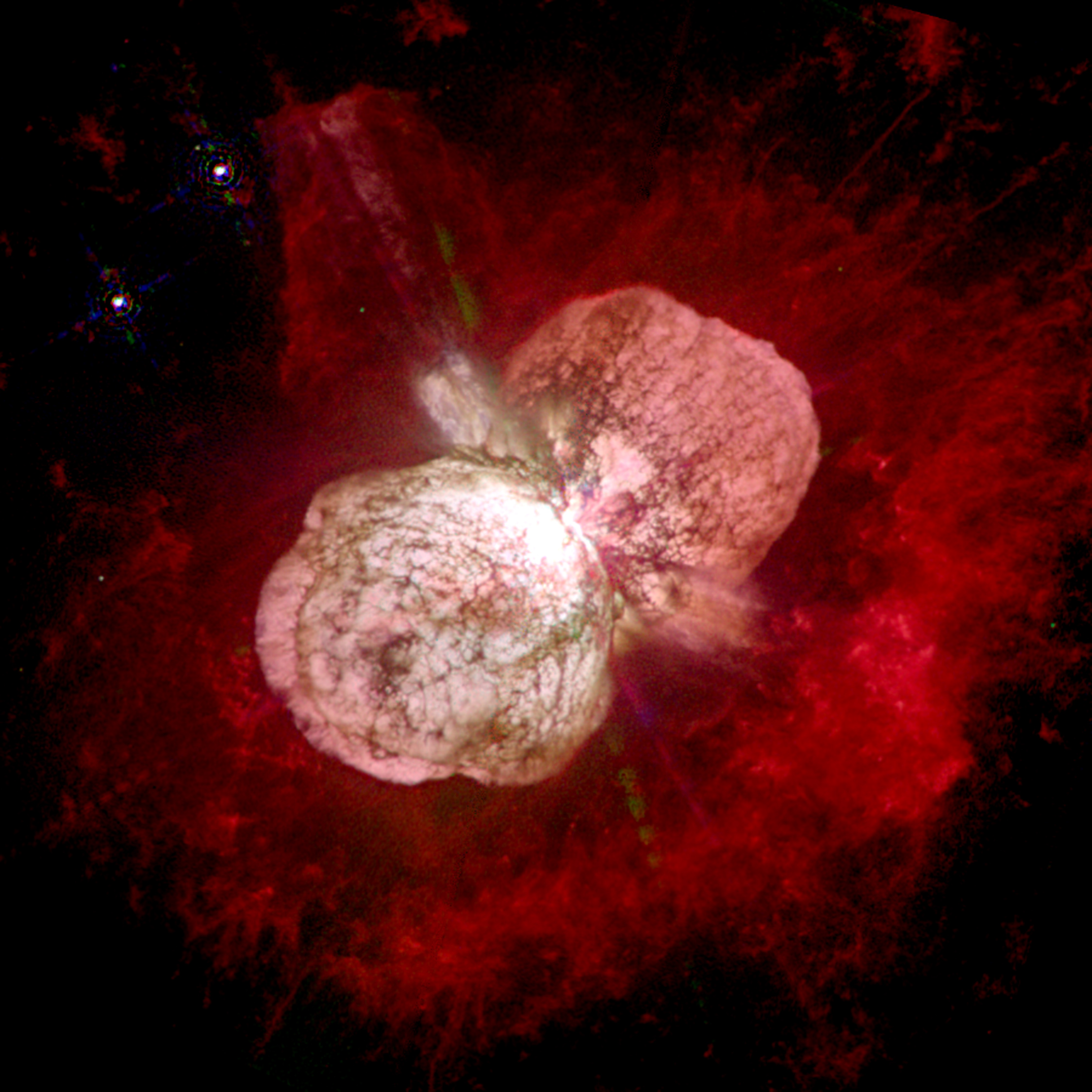
Exploze supernovy

#### Hypernova
Hypernova je teoreticky předpokládaný typ supernovy (hvězdné exploze) vznikající kolapsem na konci životního cyklu výjimečně velké hvězdy. Existují teorie, že energie uvolněná relativně blízkou hypernovou by mohla být schopna vyhladit život na Zemi. Proud paprsků gama vydávaný hypernovou, i kdyby zasáhl Zemi na pouhých deset sekund, může zničit polovinu ochranné ozónové vrstvy v atmosféře.
Po poškození ozónové vrstvy je ultrafialové záření ze Slunce schopno vyhubit většinu života na pevnině a blízko hladiny oceánů i jezer a přerušit potravní řetězec.

#### Impakt mimozemského tělesa
Impakt mimozemského tělesa je srážka menšího tělesa s větším (planetou), kdy dojde k uvolnění značného množství energie v místě dopadu (vznikne kráter), tak i v okolí. Při dopadu vzniká rázová vlna, které je schopna ničit překážky do značné vzdálenosti. Vlivem exploze se také do atmosféry dostává značné množství pevných látek, které mohou způsobit globální klimatické změny v podobě tzv. nukleární zimy. Rozsah katastrofy je závislý na velikosti planetky a na místě dopadu. Při dopadu do oceánu dochází ke vzniku tsunami.

#### Sluneční erupce
Sluneční erupce je časově krátký výron záření a plazmatu z hvězdy, který může zasáhnout směrem obíhající planetu. Přímý zásah sluneční erupcí by měl za následek zničení ozónové vrstvy, což by mělo za následek dopad smrtícího záření na zemský povrch a uhynutí většiny povrchových druhů. Slabší zásah by měl za následek vyřazení telekomunikačních družic a zničení elektrických rozvodů na povrchu planety.

### Meteorologické katastrofy

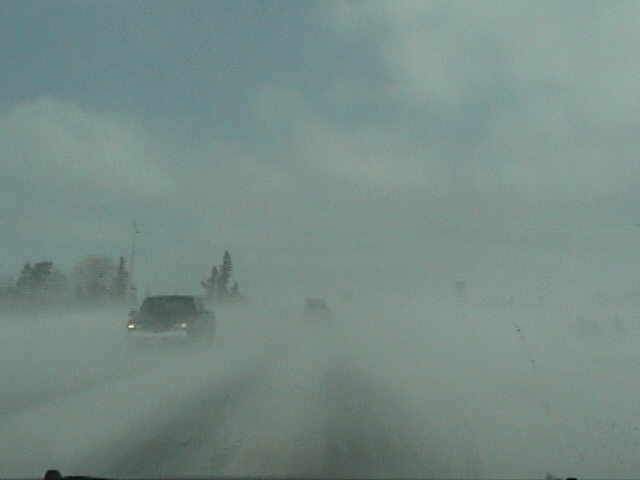
Pozemní blizard

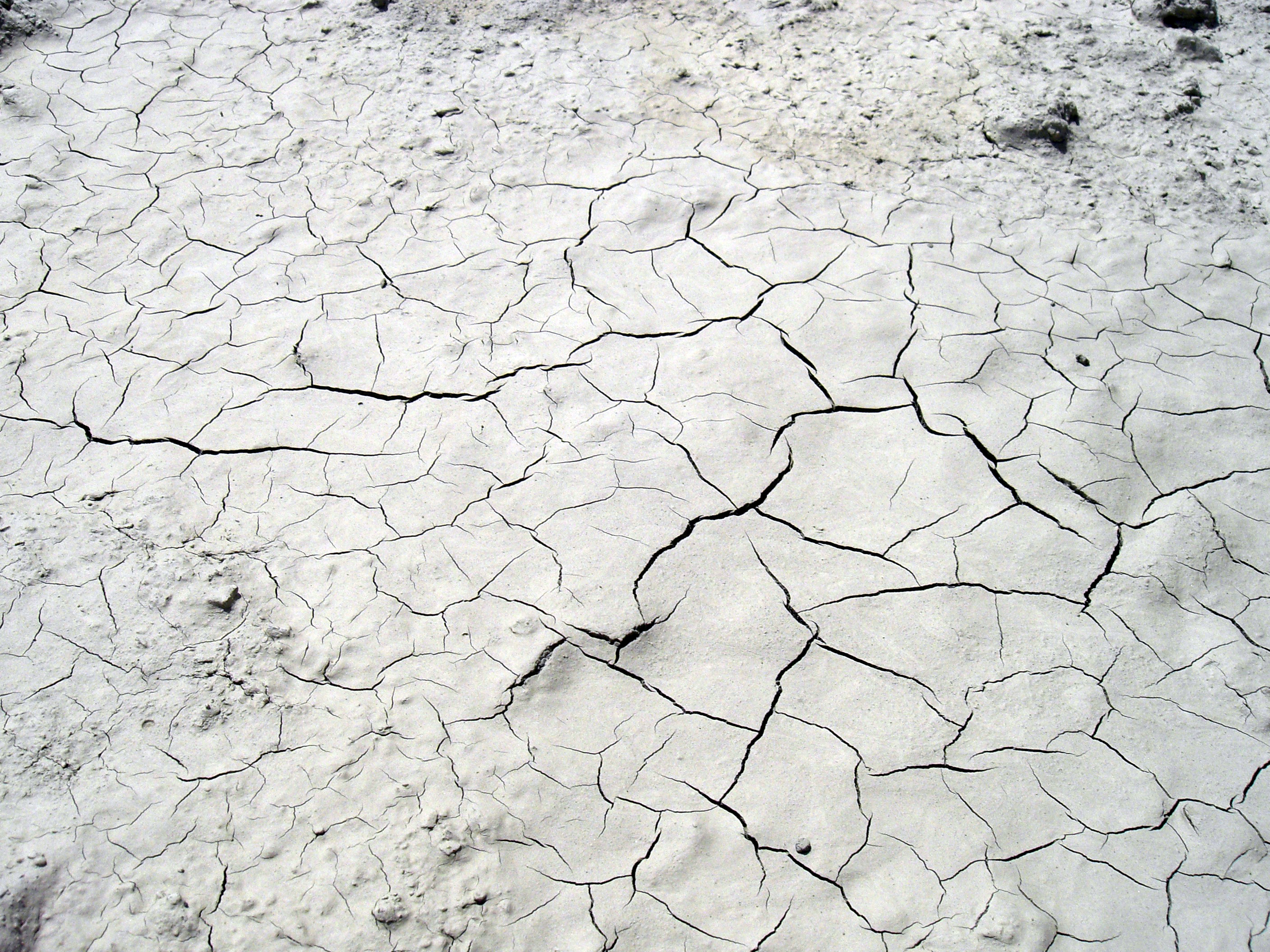
Vyprahlá půda

Tornádo

#### Blizard
Blizard je silný, velmi studený vítr s rychlostí přes 55 km/h (15 m/s), který je doprovázen masivním sněžením. Jeho působením dochází k napadání až několika decimetrů sněhu, které znemožní pohyb po silnicích a tratích, zatěžují stromy, způsobují polomy a výpadky elektrické energie. Jejich výskyt je spojen s oblastmi Severní Ameriky. V Česku se v podobných případech hovoří spíše o sněhových bouřích.

#### Bouřka
Bouřka je soubor elektrických, optických a akustických jevů vznikajících mezi oblaky navzájem nebo mezi oblaky a zemí, během kterých dochází k silným srážkám, které mohou způsobit lokální záplavy. Druhé nebezpečí je spojeno s blesky, které mohou při kontaktu se zemí zapálit okolí a zapříčinit tak vznik požárů. Silná bouřka bývá doprovázena vichřicí, která vyvrací stromy z kořenů, přetrhává a odnáší střechy; padající stromy přetrhávají elektrické vedení.

#### Krupobití
Krupobití je zvláštní forma atmosférického úkazu, během kterého na zem dopadají ledová tělesa přibližně kulového tvaru, které poškozuje tělesa vlivem kinetické energie. Nejhorší dopady má krupobití na zemědělské oblasti s poli, kde jsou lámána stébla s obilím, která následně uhnívají. Škody jsou zpravidla pouze materiální.

#### Horko
Vlna veder je extrémní stav počasí, během kterého teploty dosahují vysoko nad průměr a mají za následek zdravotní komplikace u lidí a zvířat a zvětšení výparu v oblasti a vzniku sucha. Vlivem výparu dochází k vysoušení rostlin, které snadněji podléhají vzniku požárů, jež jsou častým doprovodným vlivem sucha. Mají hlavní dopad na zemědělskou činnost v oblasti a mohou způsobovat i hladomor.

#### Sucho
Živé organismy jsou z větší části tvořeny vodou, kterou ke svému životu potřebují. Vlivem dočasných či dlouhodobých změn v klimatu, způsobených přírodními či lidskými zásahy, dochází k porušení přirozeného koloběhu vody, což má za následek odumírání organismů. Vlivem odumření rostlinstva v oblasti dochází k menšímu zadržování vody, což zmenšuje výpar a má za následek prohlubování sucha.

#### Tornádo
Tornádo je silně rotující vír (se zhruba vertikální osou), vyskytující se pod spodní základnou konvektivních bouří, který se během své existence alespoň jednou dotkne zemského povrchu a je dostatečně silný, aby na něm mohl způsobit hmotné škody. Po dotyku se zemí začíná tornádo postupovat ve směru proudících vzdušných mas a ničit vše v místě dotyku. Způsobuje značné materiální škody na budovách, které vlivem dekomprese okolí v oku tornáda explodují.

#### Tropická bouře a hurikán
Hurikán je druh atmosférického úkazu, který je podobný bouřkám, ale s mnohem větší ničivou silou a větším množstvím srážek. Přináší do oblasti nebezpečí povodní a prudkého větru. Další nebezpečí představuje pro lodě, jelikož vytváří značné vlny.

#### Extrémní mráz
Silný mráz a chlad mohou vážně poškodit či přímo usmrtit lidi, dobytek či rostliny. Živé organismy jsou schopny přežívat nepříznivé tepelné podmínky jen do určité meze, které jsou vlastní pro každý druh. Při hodnotách vyšších či nižších dochází k poškození a úmrtí jedince.

### Geologické katastrofy

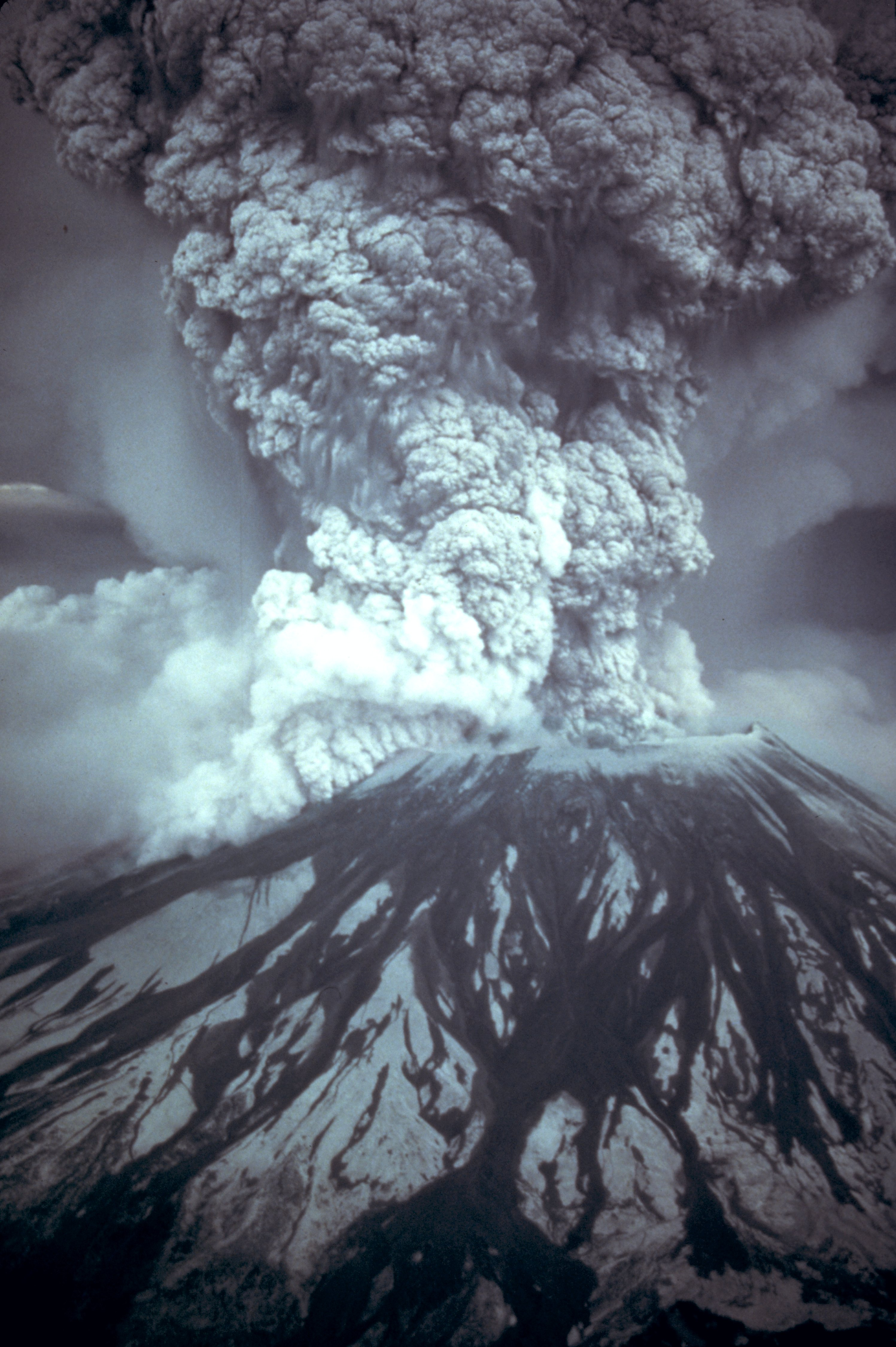
Sopečná erupce, Mount St. Helens, 18. května 1980

Zemětřesení v hlubinách oceánu způsobuje tsunami

#### Sesuv
Sesuv je geologický proces, během kterého se vlivem gravitačního působení dostává do pohybu horninový materiál, který klouže po spádnici do míst s nižší nadmořskou výškou. Během cesty smetává proud všechno, co mu stojí v cestě. Nejčastěji vznikají sesuvy v místech, kde je nestabilní podloží, které vlivem deště či mrazu dostává impuls k pohybu. Následky sesuvu jsou lokální, ale o to více zničující, jelikož naprosto devastují oblasti, kudy proud postupoval.

#### Sopečná erupce
Sopečná erupce je projev vulkanické aktivity, během které dochází k vyvrhování pyroklastického materiálu do okolí. Může vzniknout mrak rychle se pohybujících plynů a úlomků, které postupují ze svahu a ničí vše před sebou. V druhém případě vyvrhuje vysoko do atmosféry prachové částice, které mohou zahalit částečně celou planetu a snížit teplotu na planetě a v extrémním případě přivodit až novou dobu ledovou.

#### Lavina
Lavina je náhlý sesun sněhové pokrývky vlivem gravitačního působení z horních částí hory do údolí. Během cesty působí tlakem na předměty, které stojí v její cestě, a náhlým náporem je ničí či přesouvá. Jedná se většinou o sezónní katastrofu, které se dá předcházet preventivním odstřelem či pravidelným sledováním oblasti.

#### Závrt
V krasových oblastech vlivem erozivní činnosti vody vznikají různé podzemní prostory, které se vlivem další eroze a gravitace mohou propadnout. Lidem a objektům, kteří se nacházejí v těchto oblastech, hrozí nebezpečí. Propad může dosahovat řádově až několika metrů a může zcela zničit budovu.

#### Zemětřesení
Zemětřesení je katastrofa způsobená pohybem tektonických desek v zemské kůře. Vzniká pod povrchem a na jeho povrchu se projevuje třesením, smršťováním a roztahováním. Vlivem jeho působení jsou zasaženy rozsáhlé oblasti a má často zničující účinky. Jeho předpovídání je se současným stupněm techniky nemožné. Vyskytuje se v oblastech tektonicky aktivních a měří se pomocí stupnic, které srovnávají účinky na zastavěné oblasti.

#### Tsunami
Tsunami je jedna nebo několik po sobě jdoucích vln na hladině moře, které vznikají při silném zemětřesení pod hladinou moře, podmořském sesuvu nebo dopadu meteoritu do moře nebo jeho blízkosti. Způsobuje vlny, které mohou dosahovat výše až 200 metrů a zaplavovat rozsáhlé přímořské oblasti, kde způsobují obrovské materiální škody a oběti na životech. V současnosti neexistuje spolehlivá obrana a snaha o zmenšení škod je prováděna pomocí systému časné výstrahy.

#### Lahar
Lahar je proud bahna nebo vody s velkým podílem pevných částic, který vzniká např. při sopečném výbuchu, který roztaví led v oblasti sopky. Lahar postupuje podobně jako povodeň a zanechává velké množství sedimentů.

### Ostatní

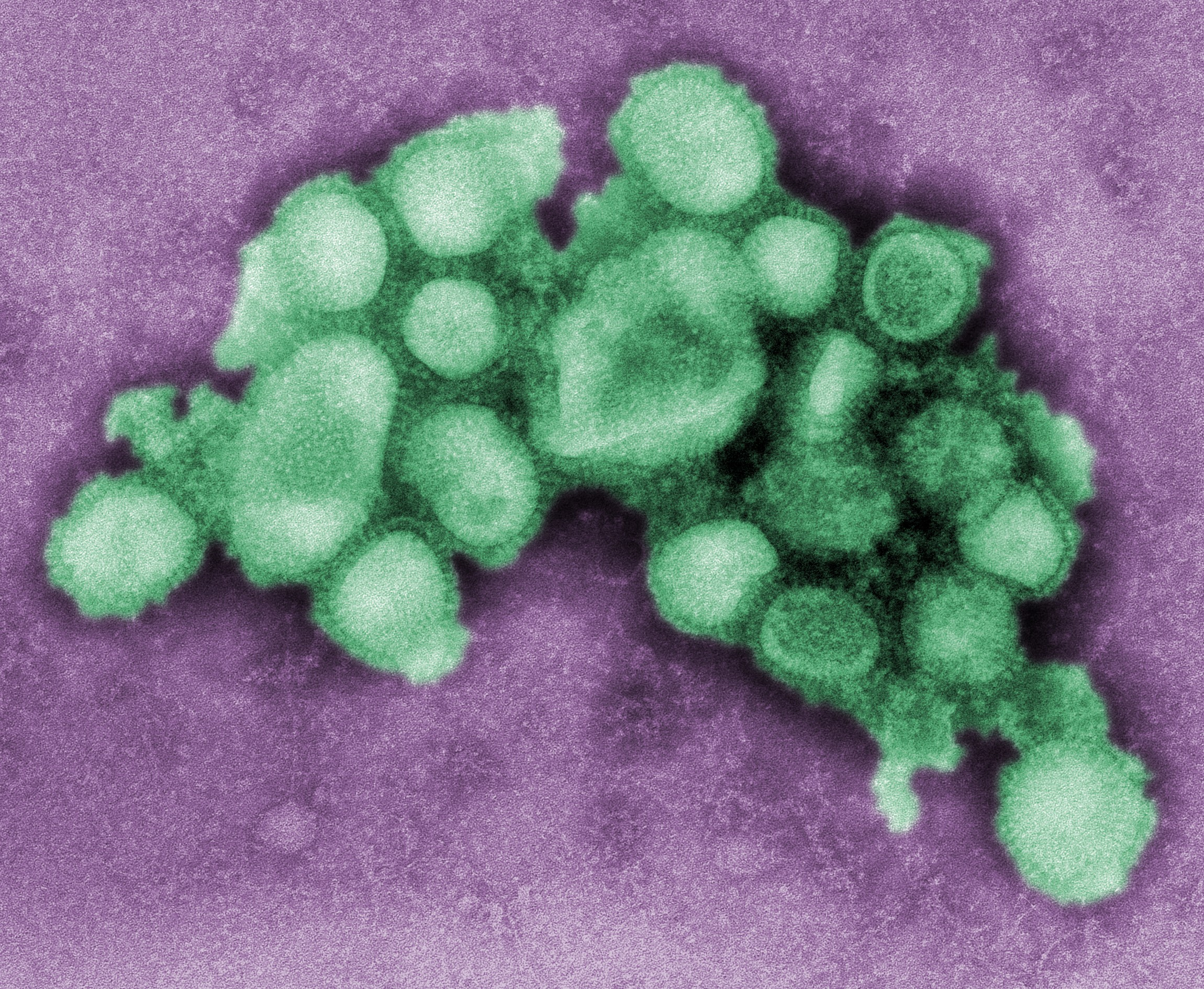
Vir H1N1, který způsobil pandemii tzv. prasečí chřipky

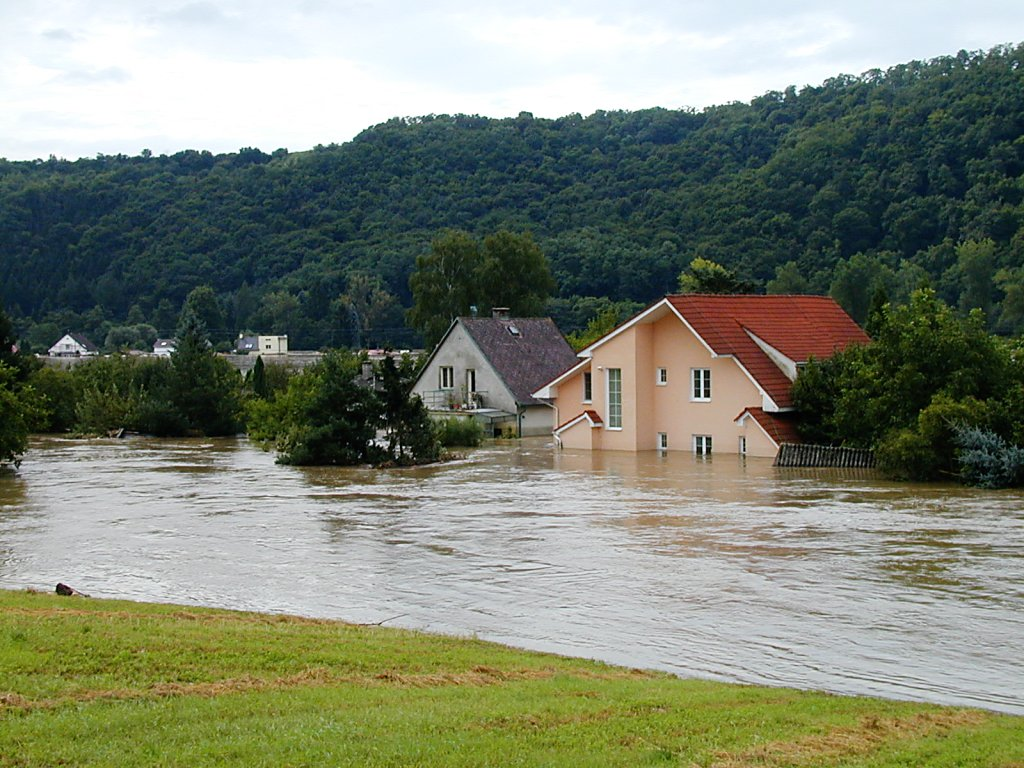
Povodně v ČR, rok 2002

#### Epidemie a pandemie
Epidemie je označení pro masivní rozšíření určité nemoci na populaci, která ale nemusí být smrtelná. Pandemie je pak epidemie zasahující do více kontinentů. Některé epidemie se objevují opětovně v určitých časových rytmech, které jsou spojovány se změnou počasí, mutací viru anebo vymřením rezistentní populace. Během historie bylo lidstvo několikrát zasaženo epidemiemi moru a chřipky. V současnosti je to epidemie AIDS a pandemie covidu-19

#### Hladomor
Hladomor vzniká vlivem nedostatku přirozené potravy v okolí a jeho důsledkem je strádání a vznik podvýživy. V extrémním případě se začne projevovat nemocemi z podvýživy a následným celkovým oslabením organismu vedoucím ke smrti jedince či celého společenstva. Hladomor může být zapříčiněn suchem, válkou atd., a jedná se tedy o následnou katastrofu, které předcházela jiná.

#### Kobylky
Přemnožení žravých kobylek je cyklickým problémem suchých oblastí převážně afrického kontinentu, kde se vlivem klimatických podmínek přemnoží druh sarančí, jež pak vytvářejí obrovská mračna jedinců, kteří na své cestě požírají téměř veškerou vegetaci. Jejich dopad je převážně na zemědělských objektech, jako jsou pole. Vlivem náletu kobylek pak dochází k neúrodě, což vede ke vzniku hladomoru, respektive podněcuje vznik válečných konfliktů a migrace populace.

#### Povodeň
Povodeň je způsobena nadbytkem vody v určitém prostředí, způsobeným nejčastěji deštěm, ale může nastat také například proražením hráze a vylitím řeky z koryta. Dochází k zaplavení rozsáhlých oblastí. Během povodně dochází k umírání živočichů, kteří nemají možnost uniknout ze zasažené oblasti, a při dlouhodobějším zaplavení oblastí umírají i rostliny, které nemohou přijímat kyslík, či dochází k uhnívání jejich kořenů.

#### Požár
Lesní požáry jsou jednou z nejčastějších přírodních katastrof, které každoročně poničí velké oblasti. Přírodně je zapříčiněn blesky, ale většinou se jedná o důsledek lidské lehkovážnosti anebo záměru. V některých regionech ale vznikají často vlivem vysokých teplot (tzv. samovolné vznícení). Jestliže je oheň dostatečně rozsáhlý a silný, přeměňuje počasí a mění vzdušné proudy v oblasti. Na druhou stranu existují oblasti, které jsou přímo závislé na vzniku požáru, aby se mohly dále obnovovat.

## Antropogenní katastrofy

### Průmyslové katastrofy

#### Jaderná katastrofa
Je událost, během které dochází k jaderné události či výbuchu a následnému úniku radioaktivních látek do okolí, čímž vzniká radiační zamoření. Zasažené prostředí je vystaveno radioaktivnímu záření, což se projevuje poškozováním genetické informace, rakovinným bujením, které vede až k zániku jedince (i ve větším množství). Mezi nejohroženější oblasti patří okolí jaderných elektráren a místa, kde explodovala jaderná zbraň. Zamořená oblast se dá částečně dekontaminovat důkladným očištěním. Mezi nejznámější zamořené zóny patří okolí Černobylské elektrárny. Jaderná katastrofa je nejčastěji spojována s jadernými elektrárnami, ale mohla by se týkat i výbuchu atomové bomby, například při teroristickém útoku.

#### Chemická katastrofa
Je stav, kdy do prostředí unikne nebezpečná chemická látka, která zamořuje okolí, čímž poškozuje místní ekosystém. Mezi nejznámější chemické katastrofy patří úniky chemických látek z chemiček v podobě jedovatého mraku, který postupuje krajinou a zamořuje zasaženou oblast (např. Seveso, Bhópál). Dalším mohou být požáry nebezpečných látek (hořící vrty) či únik látek do řeky (např. únik kyanidů a těžkých kovů ze zlatého dolu v rumunském Baia Mare) či kontaminace podzemních vod atd. Jejich likvidace se dá ve výjimečných případech provádět chemickou reakcí, která se nazývá neutralizace (při úniku kyseliny nebo louhu).

### Dopravní katastrofa

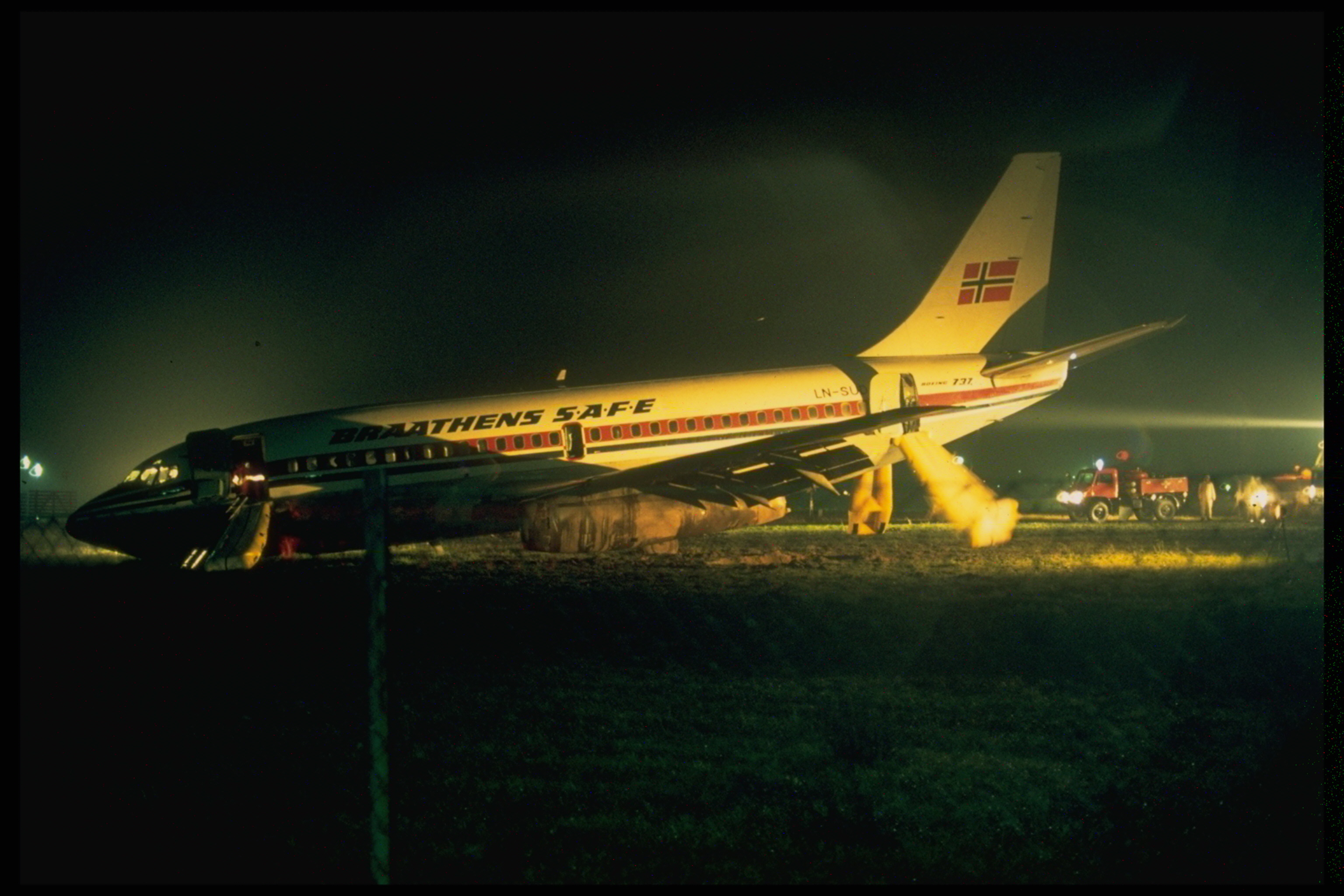
Letecká nehoda

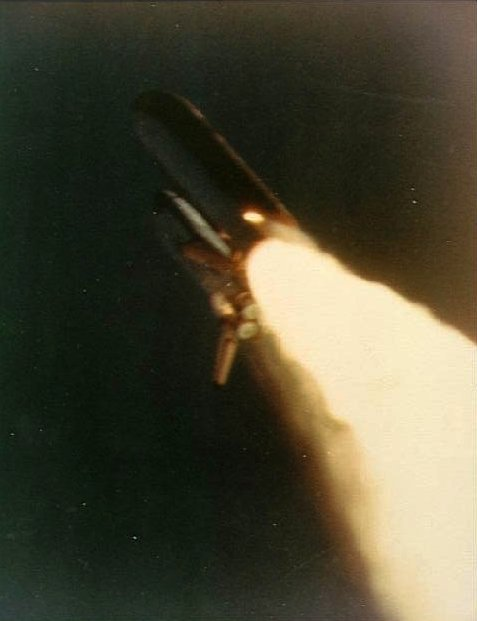
Raketoplán Challenger

#### Dopravní nehoda
Dopravní nehoda je událost, během které dochází k poškození dopravního stroje nebo zranění osob. Rozlišujeme letecké neštěstí, autonehodu, železniční neštěstí, potopení lodi atd. V závislosti na prostředku jsou rozdílné následné škody na majetku, přírodě či na lidských obětech. Mezi nejtragičtější nehody co do počtu obětí patří letecká neštěstí. Nejčastějším druhem nehody s nejvíce mrtvými jsou ale autonehody.

##### Letecká nehoda
Letecká nehoda je událost v letecké dopravě, během které dochází k poškození leteckého stroje. Neštěstí má většinou za následek velký počet mrtvých, jelikož zřícení letadla z velké výšky má šanci přežít jen málokdo.

##### Kosmická nehoda
Kosmická nehoda je neštěstí, které se stane v kosmickém sektoru, a to při kosmickém letu nebo při jeho přípravě. V obecném pojetí se tak označuje každá katastrofa, která s tímto sektorem souvisí. Mezi nejznámější kosmické katastrofy patří poškození Apolla 13, exploze Challengeru a shoření Columbie při průletu atmosférou. V samotném kosmickém prostoru zemřeli tři lidé (při letu Sojuz 11), všechny další tragédie se odehrály buď přímo na Zemi (při přípravách), nebo v atmosféře Země (při startu či přistání).

### Násilné jednání

#### Válka
Válka je konflikt mezi relativně velkými skupinami lidí, kteří v boji používají fyzické násilí a zbraně. Během ozbrojeného konfliktu dochází k narušení normálního života, v bojové zóně je zničena infrastruktura, dochází k zabíjení lidí a k rozboření tradičního způsobu získávání obživy. Vzniká prostor pro chudobu, hlad a případný hladomor, souhrnně označované jako humanitární katastrofa. V extrémním případě může dojít k cílenému vyvražďování skupin obyvatelstva, v takovém případě se mluví o genocidě. Vlivem nasazování různých druhů zbraní (kobercové bombardování, jaderná zbraň, Agent Orange) dochází ke vzniku ekologické katastrofy.

#### Teroristický útok
Terorismus je násilné jednání, kterým se určitá skupina snaží prosadit své názory silou, zastrašováním a násilím. Projevuje se nejčastěji útoky na civilní cíle se záměrem co nejvíce vyděsit obyvatelstvo a způsobit co největší škody. Častým cílem teroristických útoků se stávají letadla, jelikož jejich únos se snadno stane předmětem televizního vysílání a dostane se mu značné medializace. Nejničivější teroristický útok v historii byl útok na World Trade Center v USA 11. září 2001.

#### Žhářství
Žhářství je úmyslné založení požáru. Takové jednání je klasifikováno jako trestný čin. Motivem k tomuto jednání může být například pojistný podvod nebo snaha zahladit pomocí požáru stopy po trestné činnosti nebo duševní nemoc.

### Výpadek infrastruktury

#### Výpadek energetické sítě
Výpadek dodávky elektřiny má citelné následky pro vyspělou civilizaci, jež je závislá na pravidelné dodávce elektrické energie. Vlivem vnějších událostí, jako jsou např. přerušení vedení, elektromagnetický impuls, havárie elektrárny, dojde k zastavení pravidelné dodávky energie. To vede k nefunkčnosti základních služeb, jako jsou řízení dopravy, osvětlení, provoz výtahů a většiny elektrospotřebičů atd. Následkem může být rabování a při dlouhodobějším dopadu na společnost i občanské nepokoje.

#### Výpadek telekomunikační sítě
Vážné důsledky mohou mít také výpadky telefonních a datových sítí. Ty mohou být důsledkem výpadku energie nebo mohou mít vlastní příčiny (kybernetický útok, softwarová chyba, přetížení).